# کشورک

نقشهٔ کشورک‌ها در اتحادیه اروپا

کشورک (به انگلیسی: Microstate) به معنای «کشور کوچک»، کشور مستقلی است که دارای جمعیت یا وسعت بسیار کم یا هردوی آن می‌باشد. بعضی از کشورک‌ها عبارت اند از: لیختن‌اشتاین، مالت، موناکو، نائورو، سنگاپور، آندورا و شهر واتیکان.
کوچک‌ترین کشورک، واتیکان است؛ با جمعیت ۸۳۶ (طبق سرشماری ژوئیه ۲۰۱۲) و وسعت ۰٫۴۴ کیلومتر مربع.

## فهرست کشورک‌ها
| رتبه | کشور                   | مساحت(km2 or sqmi)                    | جمعیت     | تراکم (pop. /km2) | پایتخت          | قاره      | منطقه         |
| ---- | ---------------------- | ------------------------------------- | --------- | ----------------- | --------------- | --------- | ------------- |
| ۱    | واتیکان                | ۰٫۴۴ کیلومتر مربع (۰٫۱۷ مایل مربع)    | ۱٬۰۰۰     | ۱۹۱۳٫۶            | واتیکان         | اروپا     | جنوب اروپا    |
| ۲    | موناکو                 | ۲٫۰۲ کیلومتر مربع (۰٫۷۸ مایل مربع)    | ۳۷٬۳۰۸    | ۱۸۴۶۹٫۳           | موناکو          | اروپا     | غرب اروپا     |
| ۳    | نائورو                 | ۲۱ کیلومتر مربع (۸ مایل مربع)         | ۹٬۴۸۸     | ۴۵۱٫۸             | یارن            | اقیانوسیه | میکرونزی      |
| ۴    | تووالو                 | ۲۶ کیلومتر مربع (۱۰ مایل مربع)        | ۱۰٬۷۸۲    | ۴۱۴٫۷             | فونافوتی        | اقیانوسیه | پلی‌نزی        |
| ۵    | سان مارینو             | ۶۱ کیلومتر مربع (۲۴ مایل مربع)        | ۳۲٬۷۴۲    | ۵۳۶٫۸             | سان مارینو      | اروپا     | جنوب اروپا    |
| ۶    | لیختن‌اشتاین            | ۱۶۰ کیلومتر مربع (۶۲ مایل مربع)       | ۳۷٬۳۱۳    | ۲۳۳٫۲             | فادوتس          | اروپا     | غرب اروپا     |
| ۷    | جزایر مارشال           | ۱۸۱ کیلومتر مربع (۷۰ مایل مربع)       | ۷۰٬۹۸۳    | ۳۹۲٫۲             | ماجورو          | اقیانوسیه | میکرونزی      |
| ۸    | سنت کیتس و نویس        | ۲۶۱ کیلومتر مربع (۱۰۱ مایل مربع)      | ۵۱٬۵۳۸    | ۱۹۷٫۵             | باستر           | آمریکا    | کارائیب       |
| ۹    | مالدیو                 | ۲۹۸ کیلومتر مربع (۱۱۵ مایل مربع)      | ۳۹۳٬۵۹۵   | ۱۳۲۰٫۸            | ماله            | آسیا      | جنوب آسیا     |
| ۱۰   | مالت                   | ۳۱۶ کیلومتر مربع (۱۲۲ مایل مربع)      | ۴۱۲٬۶۵۵   | ۱۳۰۵٫۹            | والتا           | اروپا     | جنوب اروپا    |
| ۱۱   | گرنادا                 | ۳۴۴ کیلومتر مربع (۱۳۳ مایل مربع)      | ۱۱۰٬۱۵۲   | ۳۲۰٫۲             | سینت‌جورجس       | آمریکا    | کارائیب       |
| ۱۲   | سنت وینسنت و گرنادین‌ها | ۳۸۹ کیلومتر مربع (۱۵۰ مایل مربع)      | ۱۰۲٬۹۱۸   | ۲۶۴٫۶             | کینگزتاون       | آمریکا    | کارائیب       |
| ۱۳   | باربادوس               | ۴۳۰ کیلومتر مربع (۱۶۶ مایل مربع)      | ۲۸۹٬۶۸۰   | ۶۷۳٫۷             | بریج‌تاون        | آمریکا    | کارائیب       |
| ۱۴   | آنتیگوآ و باربودا      | ۴۴۳ کیلومتر مربع (۱۷۱ مایل مربع)      | ۹۱٬۲۹۵    | ۲۰۶٫۱             | سنت جانز        | آمریکا    | کارائیب       |
| ۱۵   | سیشل                   | ۴۵۵ کیلومتر مربع (۱۷۶ مایل مربع)      | ۹۱٬۶۵۰    | ۲۰۱٫۴             | ویکتوریا        | آفریقا    | شرق آفریقا    |
| ۱۶   | پالائو                 | ۴۵۹ کیلومتر مربع (۱۷۷ مایل مربع)      | ۲۱٬۱۸۶    | ۴۶٫۲              | نگرولمود        | اقیانوسیه | میکرونزی      |
| ۱۷   | آندورا                 | ۴۶۸ کیلومتر مربع (۱۸۱ مایل مربع)      | ۸۵٬۴۵۸    | ۱۸۲٫۶             | آندورا لا ولا   | اروپا     | جنوب اروپا    |
| ۱۸   | سنت لوسیا              | ۶۱۶ کیلومتر مربع (۲۳۸ مایل مربع)      | ۱۶۳٬۳۶۲   | ۲۶۵٫۲             | کاستریس         | آمریکا    | کارائیب       |
| ۱۹   | ایالات فدرال میکرونزی  | ۷۰۲ کیلومتر مربع (۲۷۱ مایل مربع)      | ۱۰۵٬۶۸۱   | ۱۵۰٫۵             | پالیکیر         | اقیانوسیه | میکرونزی      |
| ۲۰   | سنگاپور                | ۷۱۴ کیلومتر مربع (۲۷۶ مایل مربع)      | ۵٬۸۸۸٬۹۲۶ | ۸۲۴۷٫۸            | سنگاپور         | آسیا      | جنوب شرق آسیا |
| ۲۱   | تونگا                  | ۷۴۷ کیلومتر مربع (۲۸۸ مایل مربع)      | ۱۰۶٬۴۴۰   | ۱۴۲٫۵             | نوکوآلوفا       | اقیانوسیه | پلی‌نزی        |
| ۲۲   | دومینیکا               | ۷۵۱ کیلومتر مربع (۲۹۰ مایل مربع)      | ۷۳٬۴۴۹    | ۹۷٫۸              | روسو            | آمریکا    | کارائیب       |
| ۲۳   | بحرین                  | ۷۶۵ کیلومتر مربع (۲۹۵ مایل مربع)      | ۱٬۱۴۰٬۹۴۲ | ۱۴۹۱٫۴            | منامه           | آسیا      | آسیای غربی    |
| ۲۴   | کیریباتی               | ۸۱۱ کیلومتر مربع (۳۱۳ مایل مربع)      | ۱۰۴٬۴۸۸   | ۱۲۸٫۸             | تاراوا          | اقیانوسیه | میکرونزی      |
| ۲۵   | سائوتومه و پرنسیپ      | ۹۶۴ کیلومتر مربع (۳۷۲ مایل مربع)      | ۱۹۰٬۴۲۸   | ۱۹۷٫۵             | سائوتومه        | آفریقا    | مرکز آفریقا   |
| ۲۶   | ساموآ                  | ۲٬۸۳۱ کیلومتر مربع (۱٬۰۹۳ مایل مربع)  | ۱۹۶٬۶۲۸   | ۶۹٫۵              | آپیا            | اقیانوسیه | پلی‌نزی        |
| ۲۷   | برونئی                 | ۵٬۷۶۵ کیلومتر مربع (۲٬۲۲۶ مایل مربع)  | ۴۲۲٬۶۷۵   | ۷۳٫۳              | بندر سری بگاوان | آسیا      | جنوب شرق آسیا |
| ۲۸   | وانواتو                | ۱۲٬۱۸۹ کیلومتر مربع (۴٬۷۰۶ مایل مربع) | ۲۶۶٬۹۳۷   | ۲۱٫۹              | پورت ویلا       | اقیانوسیه | ملانزی        |
| ۲۹   | باهاما                 | ۱۳٬۸۸۰ کیلومتر مربع (۵٬۳۵۹ مایل مربع) | ۳۲۱٬۸۳۴   | ۲۳٫۲              | ناسائو          | آمریکا    | کارائیب       |
| ۳۰   | بلیز                   | ۲۲٬۹۶۶ کیلومتر مربع (۸٬۸۶۷ مایل مربع) | ۳۴۰٬۸۴۴   | ۱۴٫۸              | بلموپان         | آمریکا    | آمریکای مرکزی |